# Zachenberg
Zachenberg è un comune tedesco di 2 139 abitanti, situato nel land della Baviera.